# Schrift en Belijden
De Stichting Schrift en Belijden is een stichting die in 2008 werd opgericht door leden van de Confessionele Vereniging met als taak het confessionele gedachtegoed als een moderne orthodoxie in het spoor van Bijbel en belijdenis onder de aandacht te brengen van een brede groep binnen en buiten de Protestantse Kerk in Nederland. Ds. B.H. Weegink uit Katwijk werd aangesteld als secretaris van "Schrift en Belijden". 
Tussen 2012 en 2014 gaf "Schrift en Belijden" drie boekjes uit met een verklaring van de Apostolische Geloofsbelijdenis getiteld "Op Goede Gronden - 12 Artikelen over God, 12 Artikelen over Jezus en 12 Artikelen over de Heilige Geest". In ieder boekje geven twaalf theologen van het "confessionele midden" hun eigen visies - uiteraard  vanuit een meer orthodox perspectief - over respectievelijk God, Jezus en de Heilige Geest. De redactie staat onder leiding van de Haagse predikant Herbert Wevers.
Tot 2012 had de stichting een eigen website, maar sindsdien is de online informatie over de stichting ondergebracht op de website van de Confessionele Vereniging.